# Cristiana Borghi
Cristiana Borghi (eigentlich Serenella Valziana; * 1960 in Forlì) ist eine italienische Schauspielerin.
Borghi, die seit 1975 in kleinen Filmrollen gespielt hatte, wurde 1987 mit ihrer Rolle in Memè Perlinis Cartoline italiane schlagartig bekannt, als „Lidia“, die eine berühmte Schauspielerin interviewt und eine ritualisierte Welt bemerkt. Die langhaarige, brünette, schlanke Darstellerin war sonst meist für das Fernsehen aktiv; in der Kriminalserie L'ispettore Sarti spielte sie die ständige Rolle der „Leda“; andere Rollen boten Regisseure wie Raimondo Del Balzo, Marcello Baldi oder Marco Parodi.
Seit Mitte der 1990er Jahre war Borghi, die ihre Schwester 1995 und im Jahr darauf ihre Mutter verlor, nicht mehr aktiv.

## Filmografie (Auswahl)
- 1975: Il demonio nel cervello
- 1978: Meine drei Cousinen (Cugine miei)
- 1987: Cartoline italiane
- 1987: Treffpunkt Triest (Appuntamento a Trieste)
- 1991–1994: Inspektor Sarti (L'ispettore Sarti) (Fernsehserie, 19 Folgen)